# Nesokrusjimyj
Nesokrusjimyj (russisk: Несокрушимый) er en russisk spillefilm fra 2018 af Konstantin Maksimov.

## Medvirkende
- Andrej Tjernysjov som Semjon Konovalov
- Vladimir Epifantsev som Siitov
- Oleg Fomin som Rykov
- Olga Pogodina som Pavla Tjumak
- Sergej Gorobtjenko som Vladimir Krotov